# 地主 (企業)
地主株式会社（じぬし、英: JINUSHI Co., Ltd.）は、東京都千代田区丸の内に本社を置く不動産会社。旧商号は日本商業開発株式会社。

## 概要
独自の不動産投資手法「JINUSHIビジネス」を基本戦略に、事業用定期借地権を用いた不動産金融商品の開発を行っている。
土地を貸して収入を得るという借地を使った不動産投資は旧借地法下では「土地を貸すと返ってこない」のが借地に対する認識で、土地を貸すことに対する地主の抵抗が強く、不動産投資においてあまり利用されていなかった。1992年の借地借家法の改正で事業用定期借地権が制定され、借地取引を大きく進歩させた。事業用定期借地権は、あらかじめ決めた年数が経過すれば貸した土地は必ず更地で地主に返還されることを定めている。日本商業開発は、この事業用定期借地権を利用した不動産投資手法を「JINUSHIビジネス」と名付けた。
事業用定期借地権は10年以上50年未満の契約期間を定めることが可能で、安定的な収益が長期にわたって見込める。土地の賃貸期間中にかかる経費は固定資産税と都市計画税に限定される。建物を所有すると保守・修繕・改装などの追加投資がかかるが、土地のみの投資では追加投資は不要。投資範囲は、将来にわたり急激に人口が減らない東京圏、大阪圏、名古屋圏および地方中核都市を中心としたエリアで、住宅エリア近隣等の商業施設に適し、万一の際には、他の商業施設の誘致や第三者への売却が容易な土地を投資対象としており、その範囲を拡大させている。
2012年3月、年金基金などの機関投資家に対して長期にわたる安全で安定的な投資機会を提供する不動産私募ファンドJINUSHIファンドを立ち上げた。2014年11月、国内最大の独立系不動産アセットマネジメント会社であるケネディクス株式会社が設立した商業施設特化型のJ−REIT事業にサポート会社として参画した。JINUSHIファンドに加え、安定的な売却先を確保するともに投資エリアの拡大などさらなる投資機会の獲得につなげてJINUSHIビジネスの強化を図っている。
2016年4月、地主アセットマネジメント株式会社を設立し、同年9月に新しい不動産投資商品として底地特化型リート「地主プライベートリート投資法人」を設立し、2017年1月より運用を開始した。これにより「JINUSHIビジネス」が土地の仕入から売却、その後の資産管理までの一貫した収益モデルが完成した。「地主プライベートリート投資法人」は2022年1月に1,515億円の運用資産規模に成長しており、中期で「3,000億円以上の資産規模へ」と成長させるとしている。
「JINUSHIビジネス」の海外（米国）展開は、第1号案件としてロサンゼルス - トーランス、第2号案件はシカゴ、第3号案件としてロンポックおいて、転用可能性が高い好立地物件を取得しスタートしている。
また、新卒社員の初任給は月額50万円であり、年収が600万円を超えることで知られている。2021年12月期の社員平均年収は1,694万円と有価証券報告書に記載されている。
2020年12月24日開催の臨時株主総会で定款変更が承認され、事業年度（決算日）を毎年1月1日から12月31日までに変更している。（経過措置 - 2020年4月1日から2020年12月31日までの9ヶ月決算） 
2020年12月、より安定した事業構造への変革を図る必要があるとして、保有する現預金（208億円[2020年12月末時点]）を一部活用することで「JINUSHIビジネス」による不動産投資商品を長期保有し、安定的な収益の拡大、事業構造の安定化を推し進めるとしている。 
2022年1月10日、商号を自社の商品名（JINUSHIビジネス）でもある「地主株式会社」に変更した。 
2022年3月24日開催の定時株主総会において代表取締役を複数名とする定款変更が承認され、代表取締役会長CEOに創業者である松岡哲也、代表取締役社長COOに西羅曜旦が就任した。 
2023年3月27日、代表取締役社長に西羅曜旦が就任し、創業者である松岡哲也は取締役に就任した。 
2023年10月11日、投資対象として魅力が広く認められていなかった底地に注目し、底地に特化した金融商品を創造した金融商品のメーカーであることが評価され、2023年度ポーター賞を受賞。 

### 主な実績
（東京圏）ティア越谷店、西友豊玉店、TRUNK HOTEL、マキヤ淵野辺店、ライフ鶴見下野谷町店、クリエイトエス・ディー川崎桜本店、アクロスプラザ浦安東野店他
（大阪圏）出光1号外環枚方中振SS、阪急オアシス高殿店、ライフ阿波座駅前店、ライフ堺筋本町店、コーナンPRO城東東中浜店、夙川学院、万代塚口店他
（名古屋圏及びその他）バロー北寺島店、クスリのアオキ布袋店、バロー犬山楽田店、フィール富田店、ランボルギーニ名古屋サービスセンター、ドラッグユタカ安井店、マックスバリュ高取店、ビッグモーター古賀店・ケーズデンキ古賀店、アーフェリーク迎賓館他

## 沿革
- 2000年4月 - 商業施設の企画、開発、運営及び管理事業を主な目的として、大阪市中央区西心斎橋一丁目13番25号に（資本金12,100千円）を設立。商業施設の企画・開発及び運営・管理業務（サブリース・賃貸借・ファンドフィー事業）開始。
- 2001年
  - 1月 - 東京事務所（現・東京支店）を開設。
  - 10月 - 大阪府知事の宅地建物取引業免許取得。
- 2003年11月 - 金融機関より不動産物件をバルクで購入し、開発・再生業務（不動産投資事業）開始。
- 2004年9月 - アレンジャー、アセットマネジメントとして不動産流動化業務（不動産投資事業）開始。駐車場施設に係るサブリース業務（サブリース・賃貸借・ファンドフィー事業）開始。
- 2005年5月 - 不動産投資業務（不動産投資事業）開始
- 2006年
  - 9月 - ファンド「デイスターモール１」に係る業務に携わる（同ファンドは平成21年１月に解散）。
  - 11月 - 国土交通大臣の宅地建物取引業免許取得。
- 2007年
  - 1月 - 名古屋事務所（現・名古屋支店）を開設。
  - 2月 - 信託受益権販売業登録（現・第二種金融商品取引業）。
  - 11月 - 名古屋証券取引所セントレックスに株式を上場。
- 2008年
  - 1月 - 長谷工コーポレーションとの共同出資により、新日本商業開発株式会社（資本金80,000千円、現・連結子会社）を設立。
  - 9月 - 本社を大阪市中央区今橋四丁目1番1号に移転。
- 2010年8月 - 一級建築士事務所登録。
- 2012年3月 - 「JINUSHIファンド」に係る業務を開始。
- 2013年4月 - 株式の上場市場を名古屋証券取引所セントレックスから名古屋証券取引所市場第二部に変更。
- 2014年
  - 10月 - 当社とケネディクス、三井住友ファイナンス&リース及びピーアンドディコンサルティングの4社間で商業施設特化型の「REIT事業に係る基本協定書」を締結。平成27年2月より本基本協定書に基づき「JINUSHIビジネス」による不動産投資商品の当該商業リート（ケネディクス商業リート投資法人）への売却を開始。
  - 12月 - 東京証券取引所市場第一部に上場、及び名古屋証券取引所市場第一部に指定。
- 2015年11月 - ニューリアルプロパティ株式会社（資本金50億円）の株式（議決権所有割合30.57％）を取得し、同社を持分法適用関連会社化。
- 2016年
  - 4月 - 100％出資子会社地主アセットマネジメント株式会社（地主AM）（資本金150,000千円）を設立（現・連結子会社）。
  - 5月 - ニューリアルプロパティ株式会社による自己株式の取得に伴い、同社は当社の連結子会社となる。
  - 9月 - 地主AMは、私募リートの運用開始にあたり、取引一任代理等の認可を受けるとともに、金融商品取引業（投資運用業）の登録を行なう。地主AMは、日本初の底地特化型私募リートである地主プライベートリート投資法人（地主リート）を設立。
  - 11月 - 当社と地主リート及び地主AMの3社間で底地特化型の私募リートに係る「スポンサーサポート契約」を締結、平成29年1月より本契約に基づき地主リートへ販売用不動産の売却を開始。
- 2017年
  - 1月 - 地主AMが地主リートの運用を開始。
  - 3月 - 新日本商業開発株式会社を解散。
- 2018年
  - 5月 - JINUSHI USA INC.を設立。
  - 7月 - 地主フィナンシャルアドバイザーズ株式会社を設立。
- 2019年
  - 11月 - 当社及び地主AMは、三井住友ファイナンス＆リースの100％子会社であるSMFLみらいパートナーズと、販売用不動産（信託受益権含む。）の包括的な売買取引に係る枠を設定する旨の基本協定書を締結。
  - 12月 - 当社及び地主AMは、みずほリースの100％子会社であるエムエル・エステートと、販売用不動産（信託受益権含む。）の包括的な売買取引に係る枠を設定する旨の基本協定書を締結。
- 2020年12月 - 事業年度（決算日）を毎年1月1日から12月31日までに変更。
- 2022年
  - 1月 - 商号を地主株式会社に変更[2]
  - 12月 - 九州支店を開設。
- 2023年
  - 7月 - 本店所在地並びに本社を東京（千代田区丸の内1-5-1新丸の内ビルディング）へ移転。
  - 10月- 投資対象として魅力が広く認められていなかった底地に注目し、底地に特化した金融商品を創造した金融商品のメーカーであることが評価され、2023年度ポーター賞を受賞。
- 2024年3月 - 名古屋証券取引所プレミア市場上場廃止[3]

## 歴代社長
| 代 | 氏名     | 在任期間        | 出身校           | 備考 |
| -- | -------- | --------------- | ---------------- | ---- |
| 1  | 松岡哲也 | 2000年 - 2022年 | 同志社大学商学部 |      |
| 2  | 西羅曜旦 | 2022年 -        | 甲南大学法学部   |      |

## 事業所
- 本社（東京都千代田区）
- 大阪支店（大阪市中央区）
- 名古屋支店（愛知県名古屋市中村区）
- 九州支店（福岡県福岡市中央区）

## 関連会社
- 地主アセットマネジメント株式会社
- JINUSHI USA INC.
- 地主フィナンシャルアドバイザーズ株式会社